# Santoniense
| Era Eratema | Periodo Sistema | Época Serie         | Edad Piso                      | Inicio, en millones de años |
| ----------- | --------------- | ------------------- | ------------------------------ | --------------------------- |
| Mesozoico   | Cretácico       | Superior / Tardío   | Maastrichtiense Maastrichtiano | 72,2±0,2                    |
| Mesozoico   | Cretácico       | Superior / Tardío   | Campaniense Campaniano         | 83,6±0,2                    |
| Mesozoico   | Cretácico       | Superior / Tardío   | Santoniense Santoniano         | 85,7±0,2                    |
| Mesozoico   | Cretácico       | Superior / Tardío   | Coniaciense Coniaciano         | 89,8±0,3                    |
| Mesozoico   | Cretácico       | Superior / Tardío   | Turoniense Turoniano           | 93,9±0,2                    |
| Mesozoico   | Cretácico       | Superior / Tardío   | Cenomaniense Cenomaniano       | 100,5±0,1                   |
| Mesozoico   | Cretácico       | Inferior / Temprano | Albiense Albiano               | 113,2±0,3                   |
| Mesozoico   | Cretácico       | Inferior / Temprano | Aptiense Aptiano               | 121,4±0,6                   |
| Mesozoico   | Cretácico       | Inferior / Temprano | Barremiense Barremiano         | 125,77                      |
| Mesozoico   | Cretácico       | Inferior / Temprano | Hauteriviense Hauteriviano     | 132,6±0,6                   |
| Mesozoico   | Cretácico       | Inferior / Temprano | Valanginiense Valanginiano     | 137,05±0,20                 |
| Mesozoico   | Cretácico       | Inferior / Temprano | Berriasiense Berriasiano       | 143,1                       |
| Mesozoico   | Jurásico        | Jurásico            | Jurásico                       | 201,4±0,2                   |
| Mesozoico   | Triásico        | Triásico            | Triásico                       | 251,9±0,024                 |

El Santoniense o Santoniano es el cuarto piso y edad del Cretácico Superior/Cretácico Tardío, en la escala temporal geológica. Sucede al Coniaciense y precede al Campaniense. Se inició hace unos 85,7 millones de años y terminó hace unos 83,6 millones de años.
El Santoniense se introdujo en la literatura científica por el geólogo y paleontólogo francés Henri Coquand en 1857. Recibe su nombre de la ciudad de Saintes (departamento de Charente Marítimo, Francia).

## Sección estratotipo y punto de límite global (GSSP)
La sección estratotipo y punto de límite global (GSSP) para la base del Santoniense se encuentra en la sección de la «Cantera de margas», en el municipio de Olazagutía (Navarra, España). Se caracteriza por la primera aparición del bivalvo inocerámido Platyceramus undulatoplicatus. El piso y el GSSP fueron aprobados por la Comisión Internacional de Estratigrafía en abril de 2012 y ratificados por la Unión Internacional de Ciencias Geológicas en enero de 2013.
El techo del Santoniense se define por el GSSP de la base del Campaniense, que se caracteriza  por la inversión magnética del paso del cron 34n (techo del «largo cron de polaridad normal del Cretácico») al cron C33r.
|            |
| Pteranodon |

|               |
| Nipponosaurus |

|              |
| Pinacosaurus |

|             |
| Hesperornis |

|             |
| Styxosaurus |